# Elmar Kaljot
Elmar Kaljot (* 15. November 1901 in Tallinn; † 8. Januar 1969 in New York City) war ein estnischer Fußballspieler und -trainer.

## Karriere
Elmar Kaljot spielte in seiner aktiven Karriere für die estnischen Hauptstadtvereine Tallinna JK und JK Tallinna Kalev. Mit dem Tallinna JK konnte Kaljot in den Jahren 1923 bis 1936 einige Male den Meistertitel gewinnen darunter zweimal als Trainer. Für Estland debütierte Kaljot am 18. September 1923 gegen die Sowjetunion in einen Freundschaftsspiel, wobei er zwei Treffer erzielen konnte. Bei den Olympischen Spielen in Paris im Jahr 1924 nahm er mit der Estnischen Nationalmannschaft an den Fußballwettbewerben teil, schied dort aber nach einer Niederlage gegen die Fußballnationalmannschaft der Vereinigten Staaten aus. Außerdem nahm Kaljot zweimal am Baltic Cup teil. Bei seiner ersten Teilnahme 1928 wurde er mit Estland Zweiter, im Jahr darauf beim Baltic Cup 1929 gewann er den Titel. Das letzte Länderspiel von insgesamt 25, die er zwischen 1923 und 1929 spielte, machte er gegen Lettland im September 1929.
Im Jahr 1944 kam er nach Deutschland, ehe er im Jahr 1948 in die Vereinigten Staaten auswanderte.

## Erfolge
- Estnischer Meister: 1923, 1926, 1928, 1934, 1935, 1936